# Stanisław Czekalski
Stanisław Antoni Czekalski (ur. 27 października 1939 w Tryńczy) – profesor nauk medycznych, nefrolog, kierownik Kliniki Nefrologii, Transplantologii i Chorób Wewnętrznych Uniwersytetu Medycznego w Poznaniu.

## Życiorys
W 1963 ukończył studia w Akademii Medycznej w Poznaniu. W latach 1963–1958 pracował w II Klinice Chorób Wewnętrznych, a następnie do 1978 w Klinice Nefrologii Akademii Medycznej w Poznaniu. W latach 1978–1998 kierował Kliniką Endokrynologii, Nadciśnienia Tętniczego i Chorób Przemiany Materii Pomorskiej Akademii Medycznej. W latach 1981–1984 był prorektorem ds. nauki Pomorskiej Akademii Medycznej. W jego dorobku jest także roczna praca na uniwersytecie Paris VI w 1994, na stanowisku profesora nadzwyczajnego. Pracował także w amerykańskiej Mayo Clinic.
Pracę doktorską obronił w 1971, sześć lat później uzyskał stopień doktora habilitowanego. Od 1986 jest profesorem. Specjalizował się w zakresie chorób wewnętrznych, nefrologii, endokrynologii, medycyny nuklearnej, diabetologii, transplantologii i hipertensjologii.
Jest autorem 493 publikacji, współredaktorem 6 podręczników, autorem ponad 100 rozdziałów w podręcznikach, ponad 600 komunikatów zjazdowych krajowych i zagranicznych. Poza granicami kraju ogłosił 65 prac oryginalnych.
Członek Akademickiego Klubu Obywatelskiego im. Prezydenta Lecha Kaczyńskiego w Poznaniu. W 2007 nadano mu tytuł doktora honoris causa Pomorskiej Akademii Medycznej w Szczecinie.

## Odznaczenia
- Złoty Krzyż Zasługi (1984)
- Krzyż Oficerski Orderu Odrodzenia Polski (2005)[2].